# Aspidogyne decora
Aspidogyne decora är en orkidéart som först beskrevs av Heinrich Gustav Reichenbach, och fick sitt nu gällande namn av Leslie Andrew Garay och Gustavo Adolfo Romero. Aspidogyne decora ingår i släktet Aspidogyne och familjen orkidéer. Inga underarter finns listade i Catalogue of Life.